# Auxologie
Als Auxologie wird die Lehre vom menschlichen Körperwachstum bezeichnet. Der Begriff leitet sich aus dem altgriechischen αὔξη auxe „Wachstum“ ab.